# Dietrich Antelmann

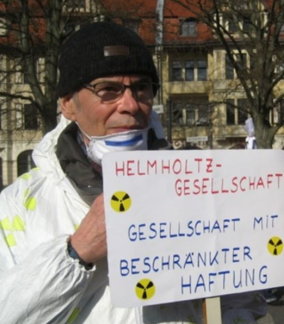
Dietrich Antelmann

Dietrich Antelmann (* 22. Juni 1940 in Berlin; † 17. September 2022 ebenda) war Teil der Berliner Anti-Atomkraft-Bewegung sowie Friedensbewegung. Er wurde als Anwohner durch die Rechtsstreitigkeiten mit dem Hahn-Meitner-Institut bekannt, die er mit Unterstützung der AL (Alternative Liste) und über Spenden aus der Bevölkerung geführt hatte.

## Leben
Antelmann arbeitete nach dem Realschulabschluss in der Landesversicherungsanstalt Berlin und qualifizierte sich später in der Verwaltungsakademie zum Diplom-Kameralisten.
1969 zog Antelmann mit seiner Familie von Wilmersdorf in die Wohnung in Wannsee in die Nähe der großen Mülldeponie Wannsee und mit direktem Blick auf das Hahn-Meitner-Institut für Kernforschung mit dem Atomreaktor BER I auf dem Gelände.
Hier erlebte er 1972 die Außerbetriebnahme des BER I nach irreparablen Schäden und die Inbetriebnahme des weitaus leistungsfähigeren Nachfolgereaktors BER II ohne Beton-Containment.

## Wirken
1983 gab es eine Anhörung wegen der geplanten Leistungserhöhung des BER II und des Einbaus der sogenannten Kalten Quelle. Damals wurde der Reaktor noch mit waffenfähigem Uran betrieben und die hoch radioaktiven abgebrannten Brennstäbe wurden in den USA in einer militärischen Anlage aufgearbeitet. Dies veranlasste Antelmann, sich mit der Thematik tiefer zu beschäftigen.
1985 reichte er eine Klage gegen die erste Teilgenehmigung vor dem Oberverwaltungsgericht Berlin ein. Nach der Reaktorkatastrophe in Tschernobyl organisierte Antelmann mit der Friedensinitiative Zehlendorf und anderen den Widerstand gegen den Betrieb und die Forschungen am Hahn-Meitner-Institut. Das Oberverwaltungsgericht Berlin entschied jedoch 1987 für die Erweiterung des BER II.
Antelmann besuchte als Atomkraftgegner Japan, unterstützte den Siemens-Boykott, da die Siemens-Tochter Interatom den Reaktor BER II gebaut hatte, demonstrierte in Brokdorf und Gorleben und gegen das Bombodrom und engagierte sich im Gemeingut in BürgerInnenhand (GiB) e. V. gegen die weitere Privatisierung der Berliner Schulbauten.
Antelmann beschäftigte sich intensiv mit dem Thema Frieden und Krieg und war mit vielen Friedensgruppen in Kontakt. Er zeichnete öffentliche Appelle als Erstunterzeichner und mindestens 65 Appelle bzw. Anzeigen als Unterstützer.
Er initiierte die sogenannte HMI-Gruppe. Nach der Fukushima-Katastrophe war er Mitbegründer des Anti-Atom-Bündnisses Berlin und Potsdam.
Antelmann engagierte sich ebenfalls in dem Bezirksverband Steglitz-Zehlendorf bei der Linkspartei.
Das Archiv Grünes Gedächtnis der Heinrich-Böll-Stiftung übernahm Unterlagen von Antelmann, die jedoch noch nicht für die Nutzung freigegeben sind.

## Publikationen
- Der größte Bluff. Deutsche Atompolitik kontra Klimaschutzpolitik 2021
- Atomwaffenforschung in Berlin? Chronik mit Hintergründen 2020
- Katrin Kusche: Berliner Schulbau: Offener Brief an Frau Herrmann. In: Gemeingut in BürgerInnenhand. 1. Oktober 2019, abgerufen am 24. Januar 2023 (deutsch).
- Ein Atomreaktor bedroht Berlin. Der Forschungsreaktor des Helmholtz-Zentrums Berlin für Materialien und Energie (PDF; 4,6 MB) In: Der Rabe Ralf, April/Mai 2011, S. 6
- Krise als Chance. In: Ossietzky. 23/2011, abgerufen am 13. Juli 2023.
- Hinweise auf eine Forschung, die einen Atomkrieg erleichtert. In: Friedensforum. April 2015, abgerufen am 13. Juli 2023.

## Rezeption
- Anja Röhl: »Der Reaktor ist auf dem Sicherheitsstand von 1973« Gespräch mit Dietrich Antelmann. Über die Untrennbarkeit von atomarer Forschung und atomarer Bewaffnung, den Berliner Experimentalreaktor und die Notwendigkeit, ihn stillzulegen In: Junge Welt, 19. Januar 2013 / Wochenendbeilage / Seite 1 (Beilage) Sonderdruck auf atomreaktor-wannsee-dichtmachen.de
- Thomas Loy: Forschungsreaktor in Berlin-Wannsee: Der strahlende Nachbar. In: Der Tagesspiegel Online. ISSN 1865-2263 (tagesspiegel.de [abgerufen am 24. Januar 2023]).
- Svenja Bergt: Stresstest in Wannsee: Der schlafende Reaktor. In: Die Tageszeitung: taz. 2. Februar 2012, ISSN 0931-9085 (taz.de [abgerufen am 24. Januar 2023]).